# Пелко, Флориян
Флориян «Цвето» Пелко (словен. Florijan Pelko - Cveto; 23 апреля 1913, Подтурн — 4 октября 2003, Целе) — югославский словенский партизан времён Народно-освободительной войны Югославии.

## Биография
Родился 23 апреля 1913 года в крестьянской семье, седьмой ребёнок в семье. Перед войной работал в Кочевском-Роге. На фронте Народно-освободительной войны с 1941 года, с 28 сентября 1942 по 15 декабря 1944 был политруком 1-го батальона 5-й словенской ударной бригады имени Ивана Цанкара. Награждён медалью «Партизанская память». После войны работал в общественно-политической сфере в Целе, был директором музея современной истории в Целе. Скончался 4 октября 2003 года в Целе.